# Belvì
Belvì (en sard, Brevìe) és un municipi italià, dins de la província de Nuoro. L'any 2007 tenia 741 habitants. Es troba a la regió de Barbagia di Belvì. Limita amb els municipis d'Aritzo, Atzara, Desulo, Meana Sardo, Sorgono i Tonara.

## Administració
| Període | Identitat        | Partit        |
| ------- | ---------------- | ------------- |
| 2005-   | Rinaldo Arangino | Llista cívica |